# Eleonora Salamon
Eleonora Salamon (Conegliano, 4 ottobre 1992) è una calciatrice italiana, difensore svincolata.

## Carriera

### Club
Eleonora Salamon inizia la sua carriera nelle giovanili del Vittorio Veneto, giocando nel Campionato Primavera fino alla stagione 2008-2009 e venendo inserita nella rosa della squadra titolare che disputa la Serie C regionale. Nella stagione 2009-2010 contribuisce a conquistare alla società la categoria superiore e in quella successiva a vincere i play-off per il secondo salto di livello in due anni e raggiungendo la Serie A2.
Nell'estate 2011 viene ceduta con la formula del prestito all'Union Villanova, società di Sernaglia della Battaglia, che nella stagione 2011-2012 milita in Serie A2. Salamon vestirà la maglia arancio per due campionati, ritornando al Vittorio Veneto per fine prestito al termine della stagione 2012-2013 con un tabellino di 40 presenze.
Per la stagione 2013-2014 torna a vestire la maglia rossoblu da titolare giocando in Serie B, tornato secondo livello del campionato italiano femminile di calcio per la soppressione della Serie A2. Iscritta nel Girone C, la stagione si rivela positiva, e con 23 presenze su 26 incontri Salamon contribuisce a far raggiungere il secondo posto alla sua società.
Nell'estate 2014 coglie l'opportunità offertale dal San Zaccaria, società del ravennate neopromossa in Serie A proprio a scapito del Vittorio Veneto e alla ricerca di rinforzi nel settore difensivo per puntare alla salvezza durante la stagione.
Dopo due stagioni al San Zaccaria in Serie A, torna a disputare il campionato di Serie B con la maglia del Fimauto Valpolicella.

## Palmarès
- Campionato italiano di Serie B: 1

Valpolicella: 2016-2017